# Avensa
Avensa (Aerovías Venezolanas Sociedad Anonima) era una compagnia aerea venezuelana con sede a Caracas. Operava dal suo hub all'aeroporto internazionale Simon Bolivar di Maiquetía.
Anche se la compagnia aerea ha cessato le operazioni più di un decennio fa, intorno agli aeroporti del Venezuela, le insegne di Avensa possono essere viste ovunque: vecchi cartelli per il check-in, carrelli arrugginiti per i bagagli, scale di aeroplani abbandonate, il nome ancora visibile attraverso la vernice blu screpolata intorno agli aeroporti del Venezuela.

## Storia
Avensa è stata creata il 13 maggio 1943 come compagnia aerea cargo dall'uomo d'affari venezuelano Andres Boulton Pietri e dalla Pan American World Airways. I suoi primi voli avvennero nel dicembre 1943, trasportando merci nella regione ricca di petrolio del Carteru in Venezuela con Ford Trimotor e Stinson Reliant. Nel 1944, Avensa aveva iniziato i voli passeggeri con Lockheed 10A. Dopo la seconda guerra mondiale, i Dakota DC-3 furono aggiunti alla flotta. Questi furono la "spina dorsale" della flotta fino al 1955 quando furono introdotti i Convair 340 per un nuovo servizio a Miami. Avensa creò una vasta rete di collegamenti nazionali all'inizio degli anni '60. La compagnia aerea ha anche volato a livello internazionale a Miami, Aruba, Giamaica e New Orleans.
Avensa unì le sue rotte internazionali con le rotte internazionali di LAV (Aeropostal) e la rete risultante fu la base per una nuova compagnia aerea venezuelana internazionale chiamata Viasa, di cui Avensa deteneva una partecipazione del 45%. Avensa acquistò poi un unico jet Sud Caravelle nel 1964. Gli aerei turboelica furono introdotti nel 1966 quando la compagnia aerea acquistò i Convair 580. Anche i Douglas DC9 furono introdotti per dare alla compagnia aerea un vantaggio competitivo. Pan Am vendette la sua partecipazione del 30% di Avensa al governo venezuelano nel 1976, rendendola completamente di proprietà statale.
Successivamente, Avensa introdusse jet Boeing 727-100 e 727-200. In seguito furono introdotti due Boeing 737-200. Un programma di rinnovo della flotta fu avviato alla fine degli anni '80 e furono aggiunti nuovi Boeing 737-300. Anche i Boeing 757 furono acquisiti come parte del programma di rinnovo. Questi nuovi velivoli furono restituiti durante gli anni '90, quando Avensa cadde in difficoltà finanziarie e dovette effettuare tagli. Ciò lasciò la flotta con undici Boeing 727 obsoleti, cinque Douglas DC9 e due Boeing 737-200 alla fine degli anni '90.
Avensa rilevò molte delle rotte internazionali precedentemente gestite da Viasa dopo che la compagnia aerea crollò nel 1997. Avensa gestiva anche una compagnia aerea a basso costo più piccola chiamata Servivensa, che operava principalmente con Boeing 727. A causa delle difficoltà economiche Avensa ridusse la rete a collegamenti tra solo tre città.
Avensa aveva il suo quartier generale nella Torre El Chorro a Caracas, ora di proprietà del governo della Città e nel complesso di Torre Humboldt a Caracas orientale.
Nel 2012, il defunto ex presidente Hugo Chávez finì di onorare il debito dei lavoratori disoccupati di Avensa e cancellò parte dei benefici sociali ai loro ex proprietari che non li avevano pagati.